# Campyloneurus maculistigma
Campyloneurus maculistigma är en stekelart som beskrevs av Günther Enderlein 1920. Campyloneurus maculistigma ingår i släktet Campyloneurus och familjen bracksteklar. Inga underarter finns listade.